# كوتشك بردي كر
كوتشك بردي كر (بالفارسية: کوچک‌بردی کر) هي قرية تقع في غلستان في إيران. يقدر عدد سكانها بـ 138 نسمة .